# Cleveland (Florida)
Cleveland es un lugar designado por el censo ubicado en el condado de Charlotte en el estado estadounidense de Florida. En el Censo de 2010 tenía una población de 2.990 habitantes y una densidad poblacional de 201,83 personas por km².

## Geografía
Cleveland se encuentra ubicado en las coordenadas 26°56′59″N 81°59′19″O / 26.94972, -81.98861. Según la Oficina del Censo de los Estados Unidos, Cleveland tiene una superficie total de 14.81 km², de la cual 13.48 km² corresponden a tierra firme y (9.04%) 1.34 km² es agua.

## Demografía
Según el censo de 2010, había 2.990 personas residiendo en Cleveland. La densidad de población era de 201,83 hab./km². De los 2.990 habitantes, Cleveland estaba compuesto por el 95.62% blancos, el 1.07% eran afroamericanos, el 0.67% eran amerindios, el 0.77% eran asiáticos, el 0.17% eran isleños del Pacífico, el 0.27% eran de otras razas y el 1.44% pertenecían a dos o más razas. Del total de la población el 2.84% eran hispanos o latinos de cualquier raza.